# Luftvärnsmuseum

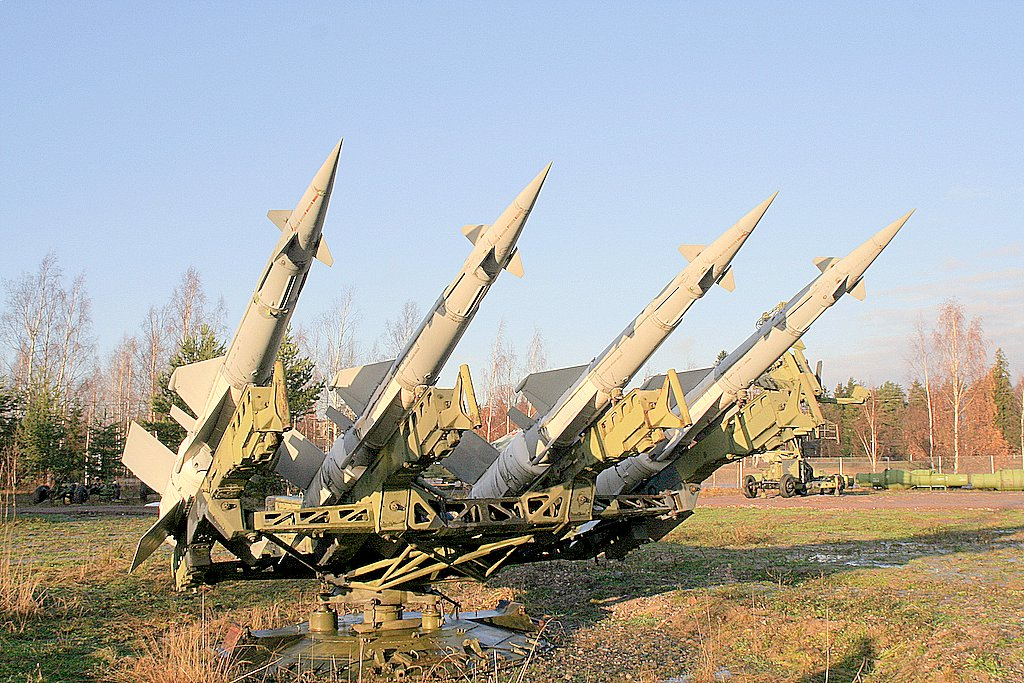
S-125 luftvärnsrobotsystem vid museet.

Luftvärnsmuseum (finska: Ilmatorjuntamuseo) är ett militärhistoriskt museum i Tusby i det finländska landskapet Nyland. Museets basutställning visar vapenslagets ursprung och utveckling. Utomhus visas eldställning för luftvärnsrobot-79 batteri, systemets målsökningsradar och robotarsenal. Museet har också ett kafé och en museibutik.
Museikortet kan användas i Luftvärnsmuseum. I museet kan besökare även se en film över Februaribombardemangen av Helsingfors. År 2010 besöktes museet av över 11 000 människor.
Tanken att grunda ett luftvärnsmuseum började redan år 1957 på Sandhamn i Helsingfors. År 1967 gav luftvärnsskolan ett förslag till försvarsministeriet som handlade om att kaptenens bostad vid Skavaböles garnison skulle bli ett museum. Museet öppnades sedan den 4 juni 1969.